# Sztrigyszentgyörgy

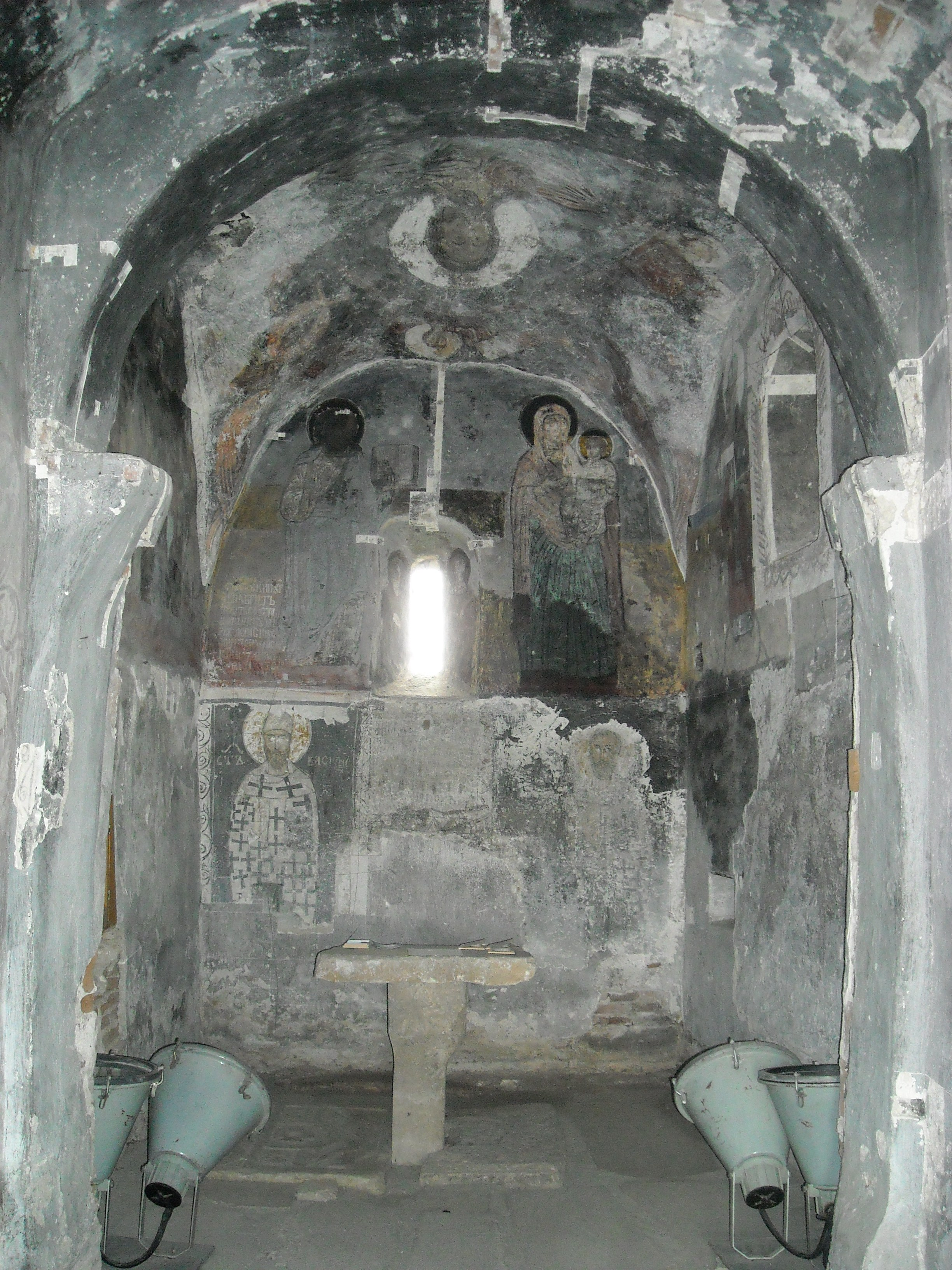
A szentély falfestményei

Sztrigyszentgyörgy (románul: Streisângeorgiu) falu Romániában, Erdélyben, Hunyad megyében.

## Fekvése
Pusztakalántól keletre, a Sztrigy jobb partján fekszik, a város Újváros részével teljesen egybeépült.

## Története
1377-ben S. Georgio és Zengwrg, 1760–62-ben Szrigy Szent György néven írták. A 14. században kenézjogú román falu volt Hunyad vármegyében, a 15. században a dévai várhoz tartozott.
A 18. században volt református egyháza. 1712-ben „virágzó”-nak írták, 1790-ben azonban klenódiumait már a dévai paphoz helyezték el megőrzésre. A korabeli egyházi vizitációs jegyzőkönyvekben azonban nem szerepelt; valószínűleg egy nagyobb helyi birtokos család tartotta fenn.
Nagyobb birtokosai 1750 előtt Zeyk István, Csáki Gábor és Szombati Mihály, az 1880-as években Barcsay Kálmán, a helyben lakó Buda László és a Mircse, Deák és Csűrös nemesi családok voltak.
1910-ben a Barcsay Andor által vásárolt birtokra, magántelepítés keretében 260–270 római katolikus bukovinai székelyt telepítettek be. A székelyek („csángók”) közül a két világháború között sokan elvándoroltak, a legtöbben Brazíliába.

## Lakossága
- 1850-ben 429 lakosából 400 volt román, 15 cigány és 14 magyar nemzetiségű; 415 ortodox és 12 római katolikus vallású.
- 1910-ben 740 lakosából 439 volt román és 290 magyar anyanyelvű; 433 ortodox, 262 római katolikus, 19 református, 11 görögkatolikus, 7 zsidó és 5 unitárius vallású.
- 2002-ben 618 lakosából 434 volt román, 174 magyar és 10 német nemzetiségű; 397 ortodox, 199 római katolikus, 9 baptista és 9 pünkösdista vallású.

## Látnivalók
- Piciny ortodox templomát a benne található, ószláv nyelvű felirat szerint 1313–14-ben Balea kenéz építette újjá, Naneș papsága idején. Ez a legkorábbi ószláv nyelvű felirat Erdélyben.[2] A torony belső, keleti oldalán egy másik, szintén ószláv feliratú votív kép az adományozó Kendres zsupánt, feleségét, Nisztorát és gyermekeiket, Lackót és Vojkut ábrázolja, amint a templom makettjét Szent Györgynek ajánlják fel. Ez egy 1408-ban történt felújítás emlékét örökíti meg. Ekkor a templom falait freskókkal borították, de ezeket az 1743-ban a fogarasi György és Sándor mesterek által készített festésréteg fedi. Cinterme az ásatások szerint 12. századi. A templomot 1809-ig a reformátusok (is) használták.
- Neogótikus római katolikus templomát 1935-ben építették.

## Képek

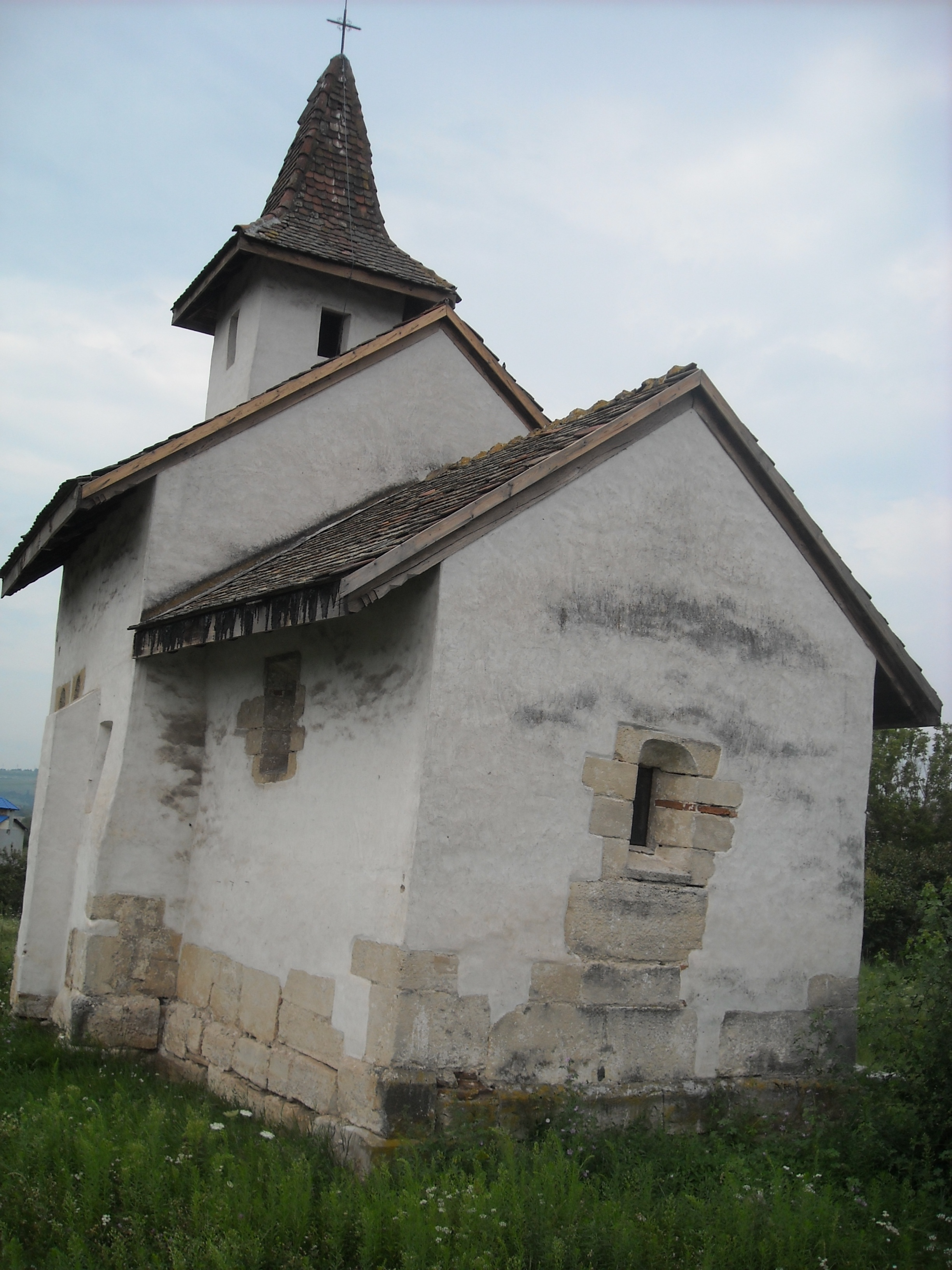
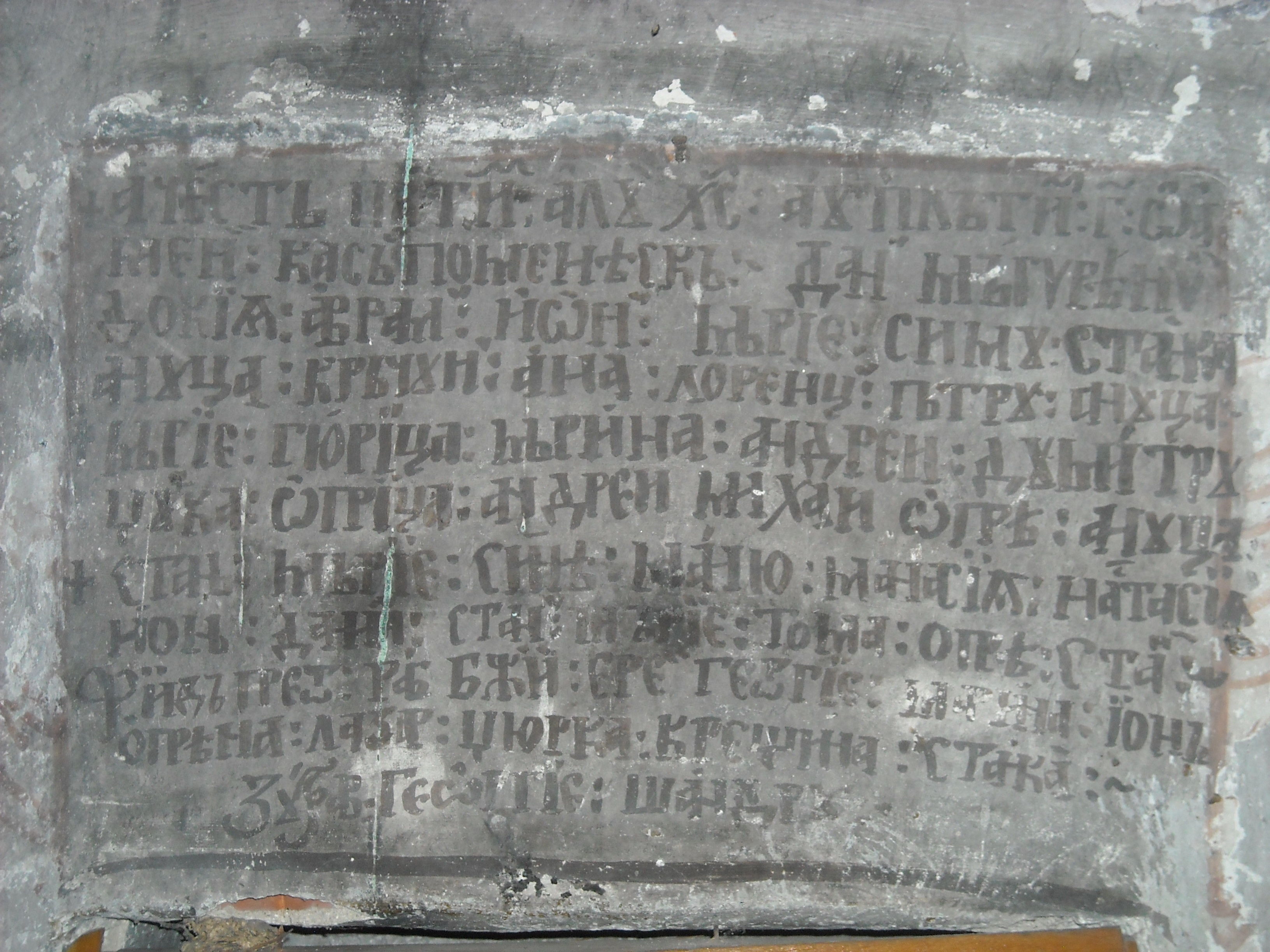
Alapító felirat
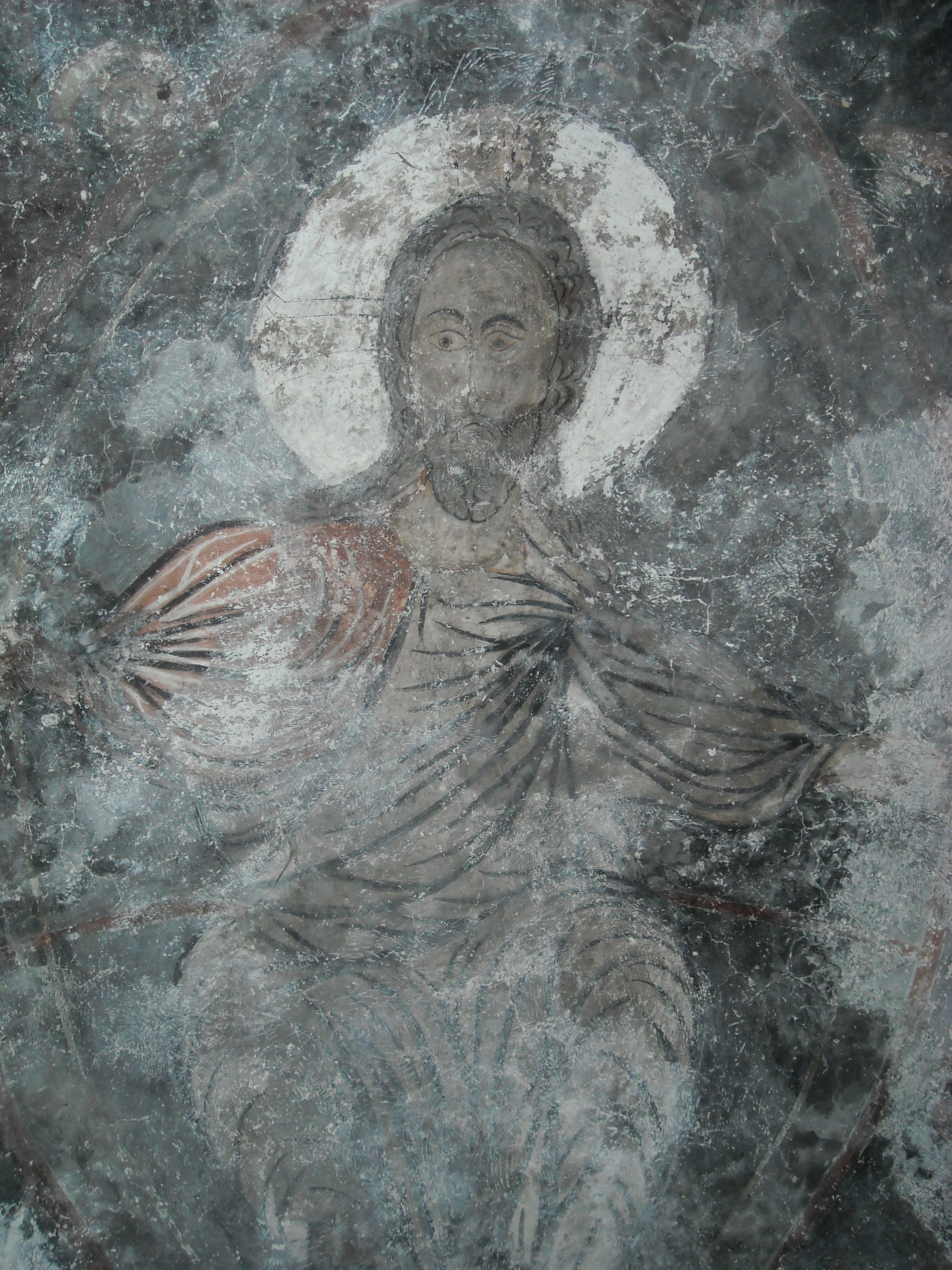
Mennyezetfreskó
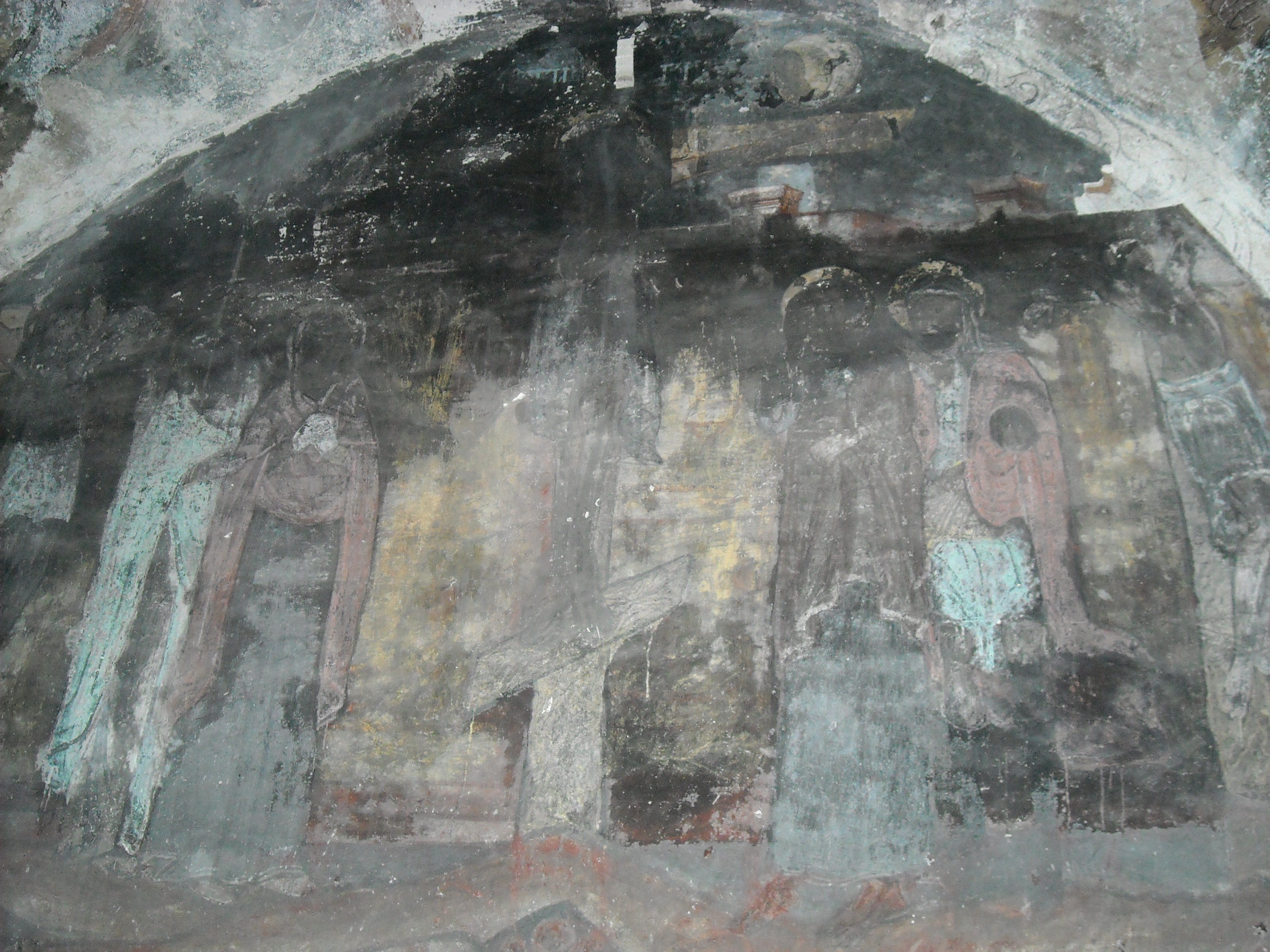
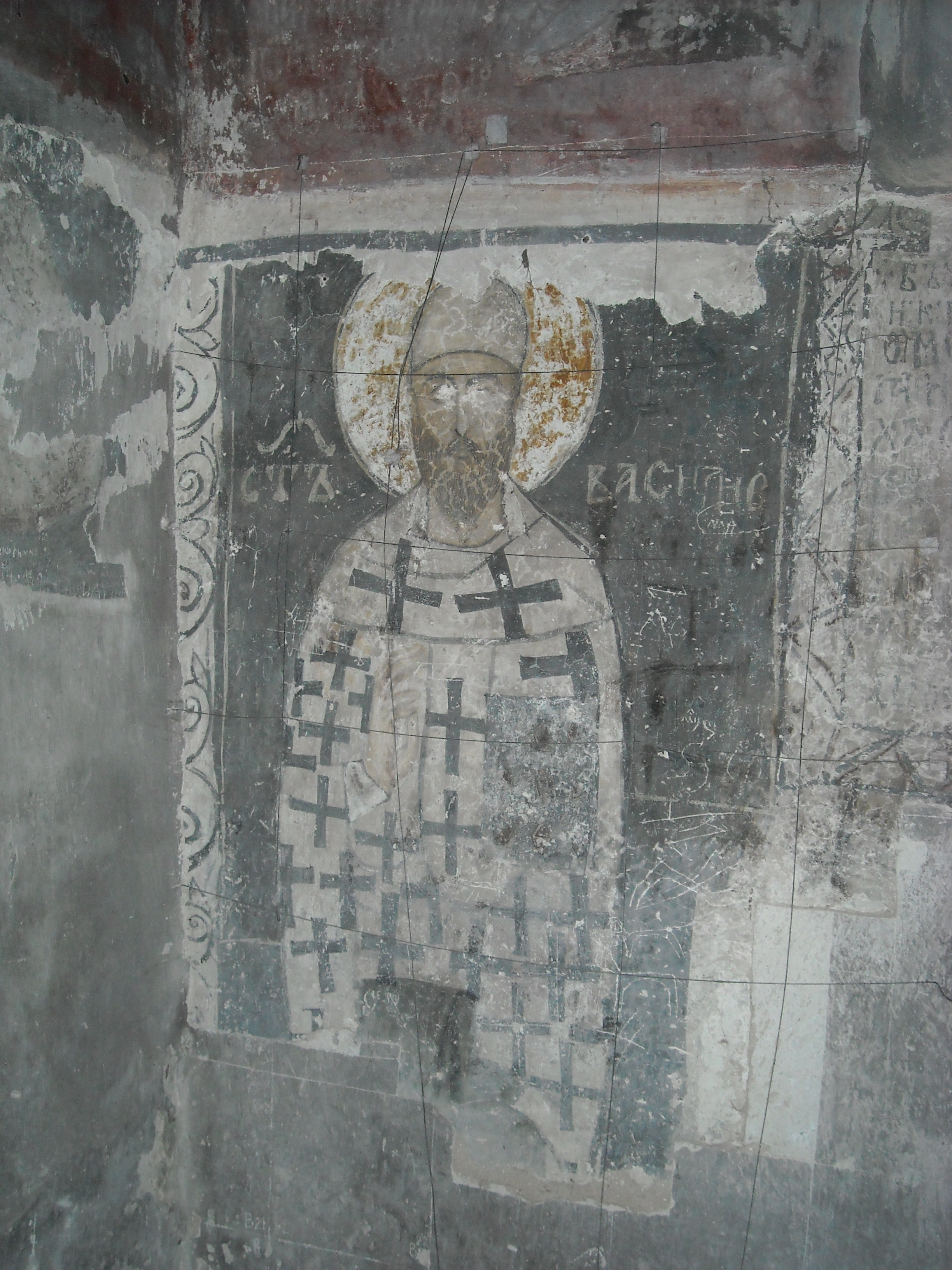
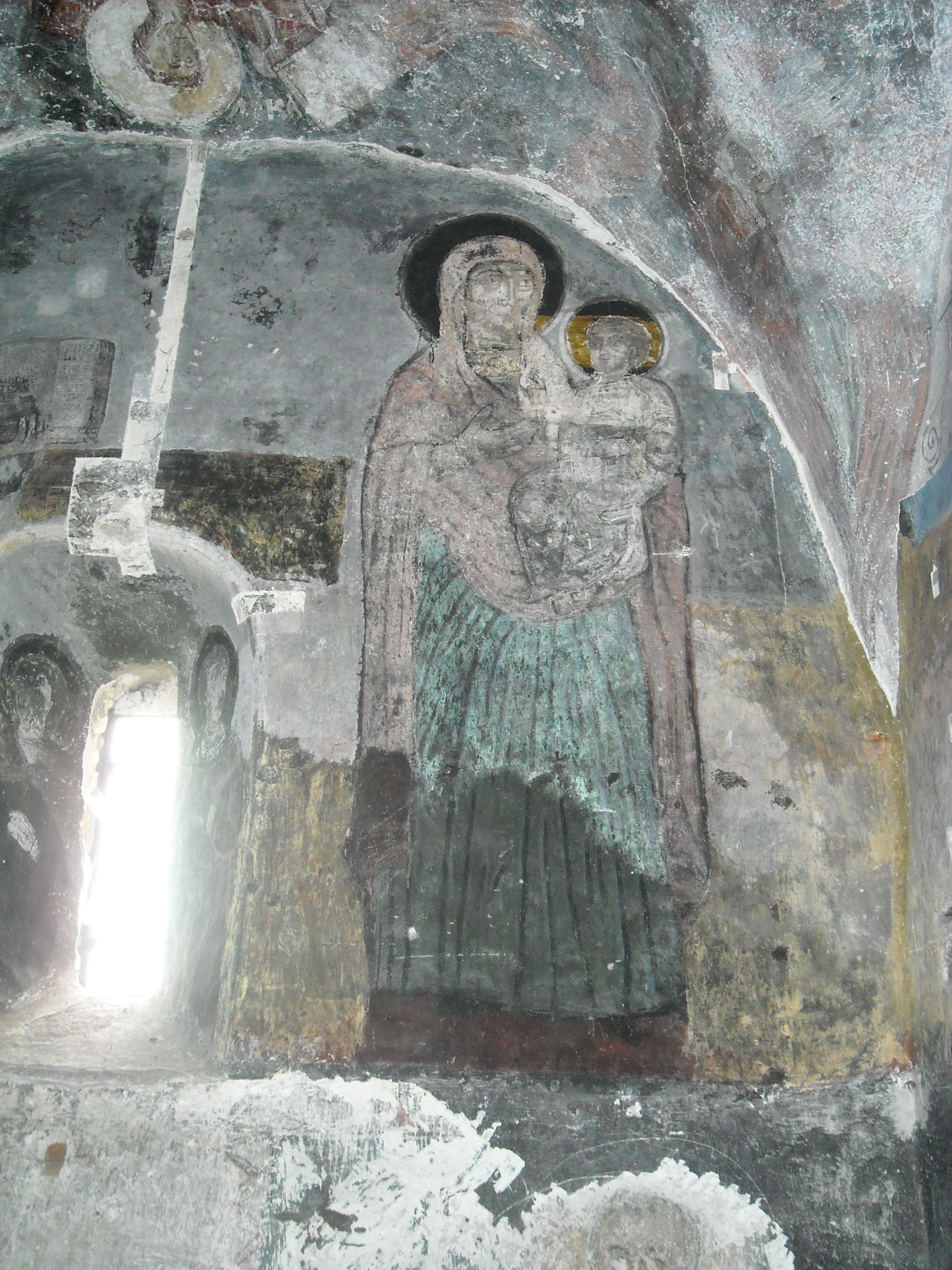
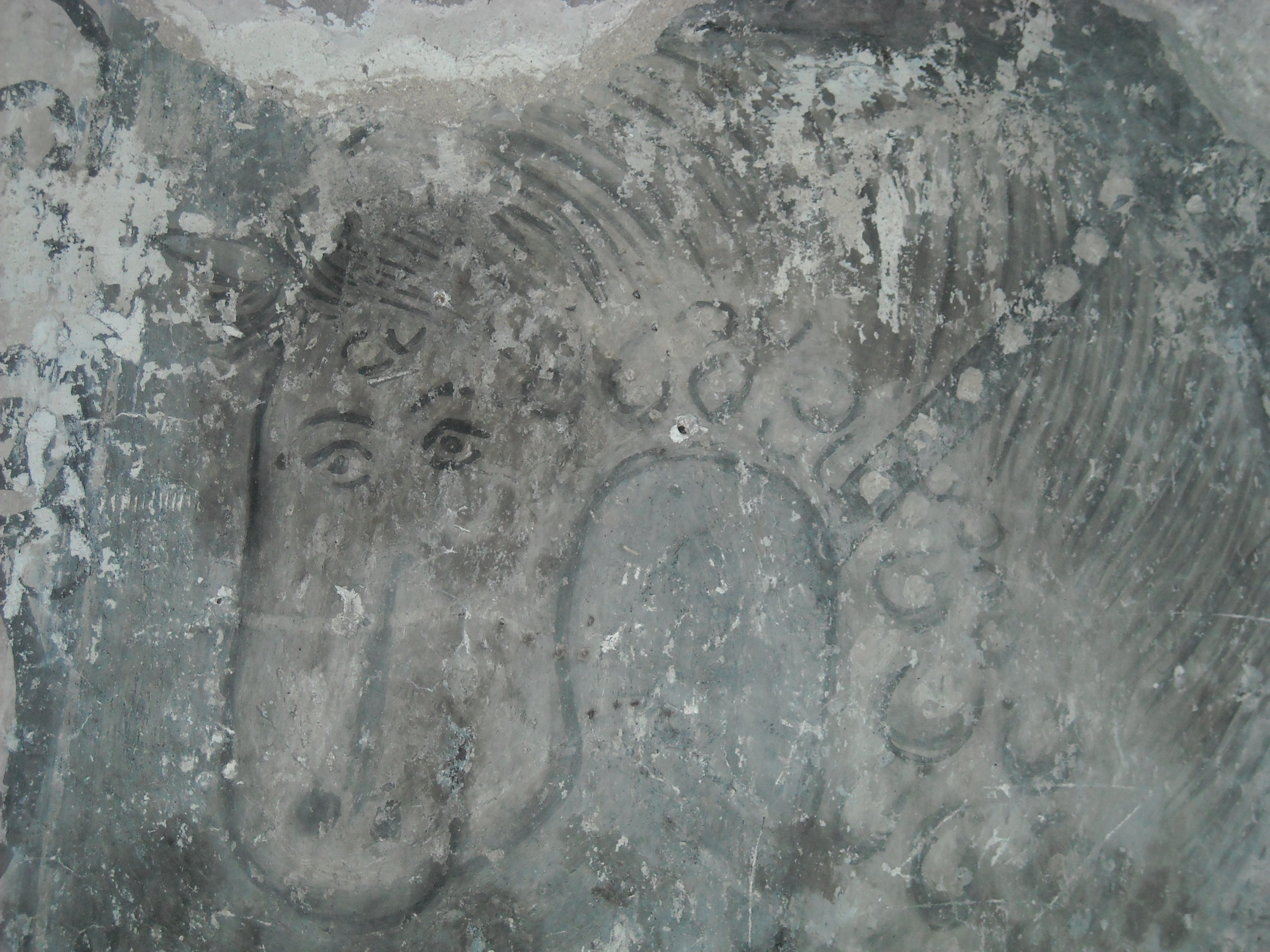
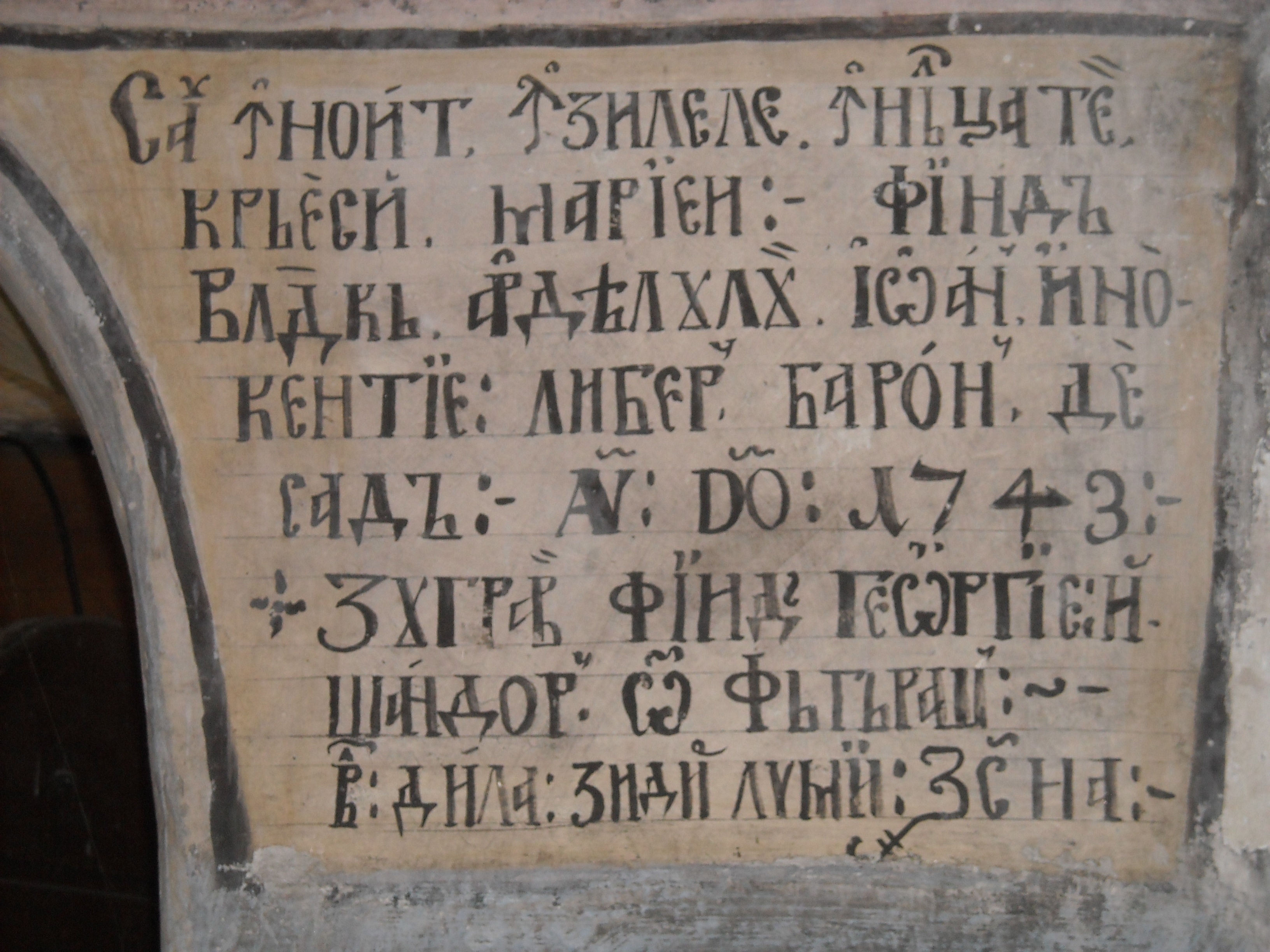
Az 1743-as belső festést megörökítő tábla
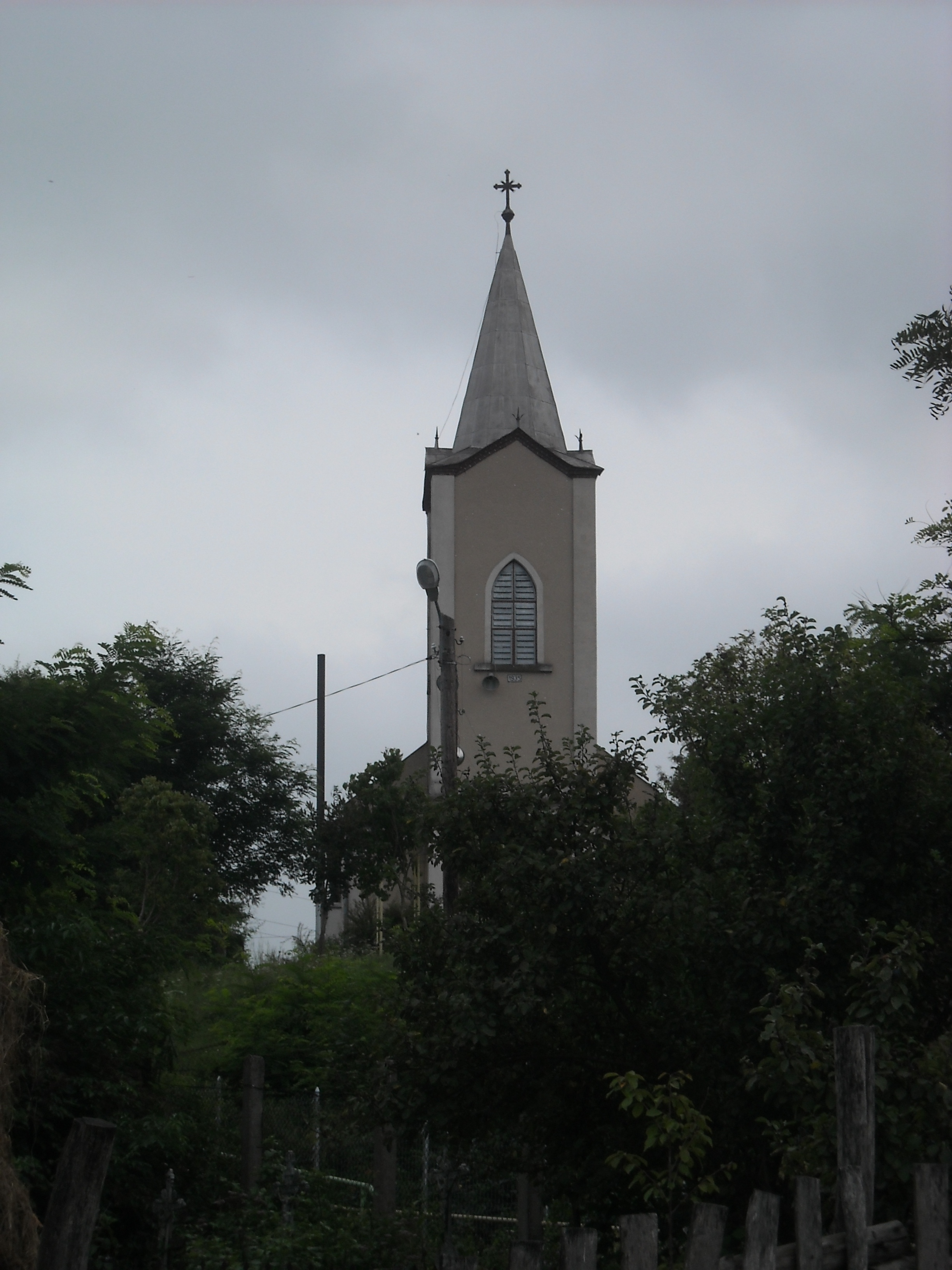
A római katolikus templom
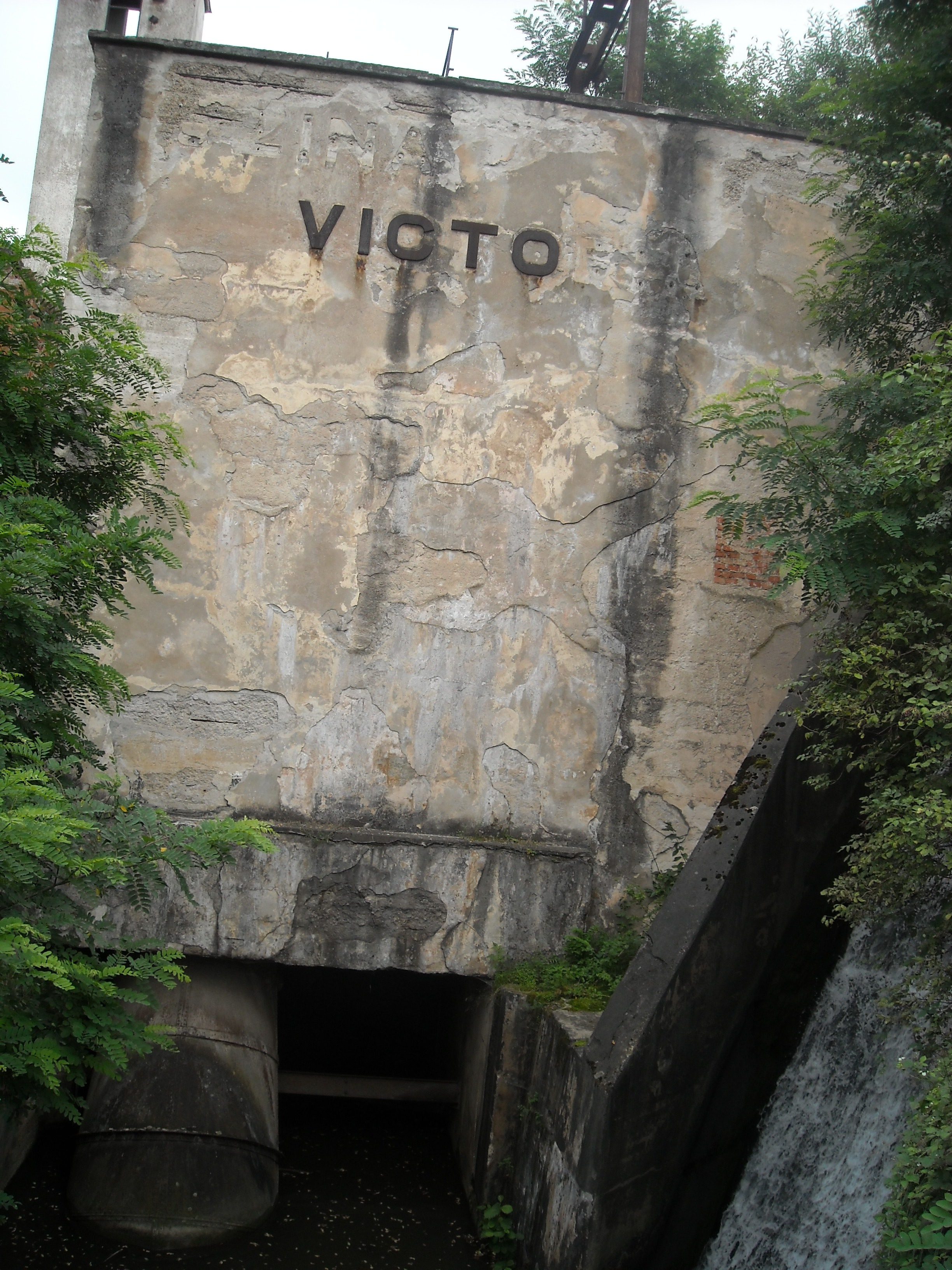
Kis teljesítményű vízerőmű
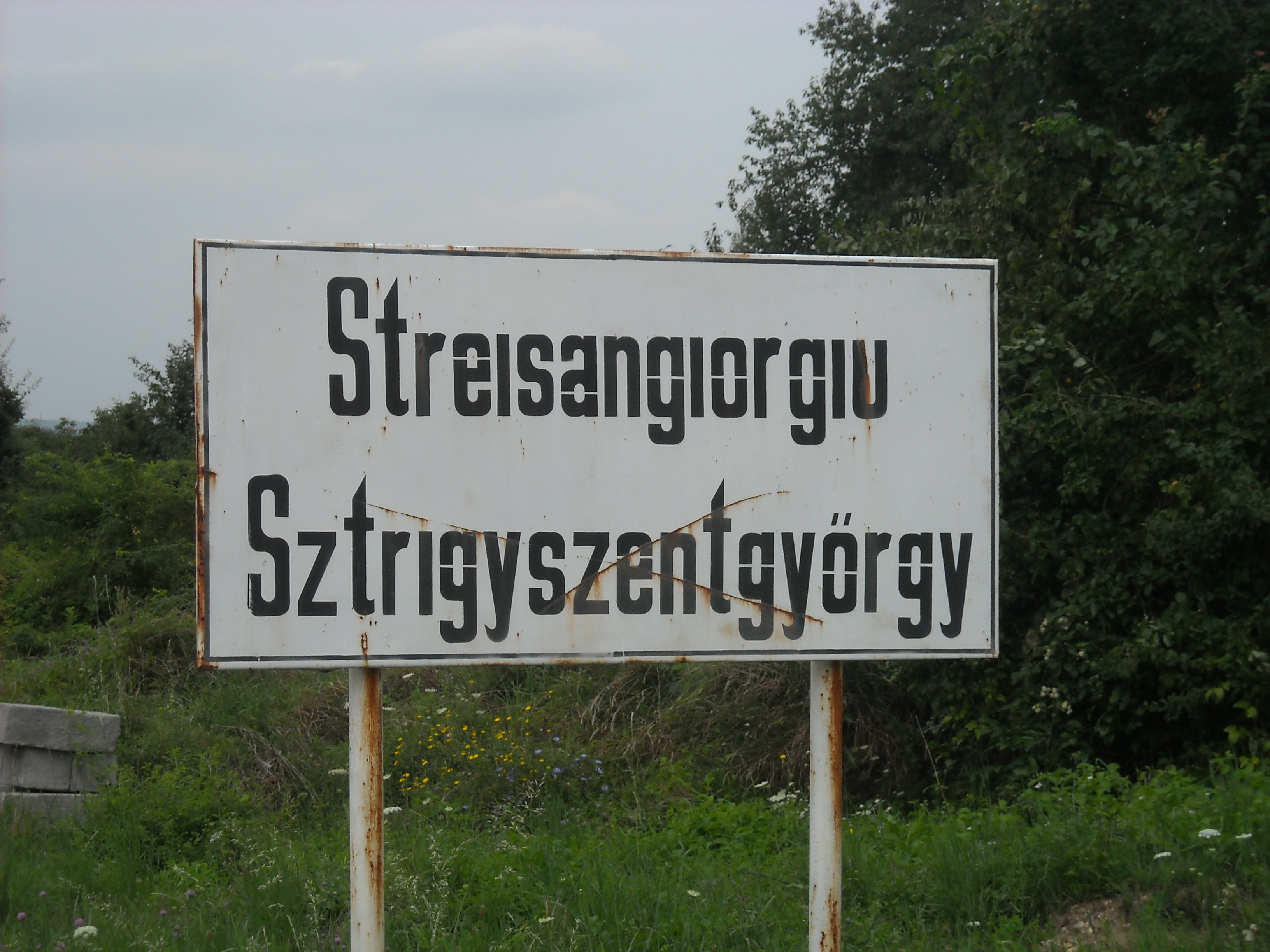
Kétnyelvű helységnévtábla a Csángótelep szélén
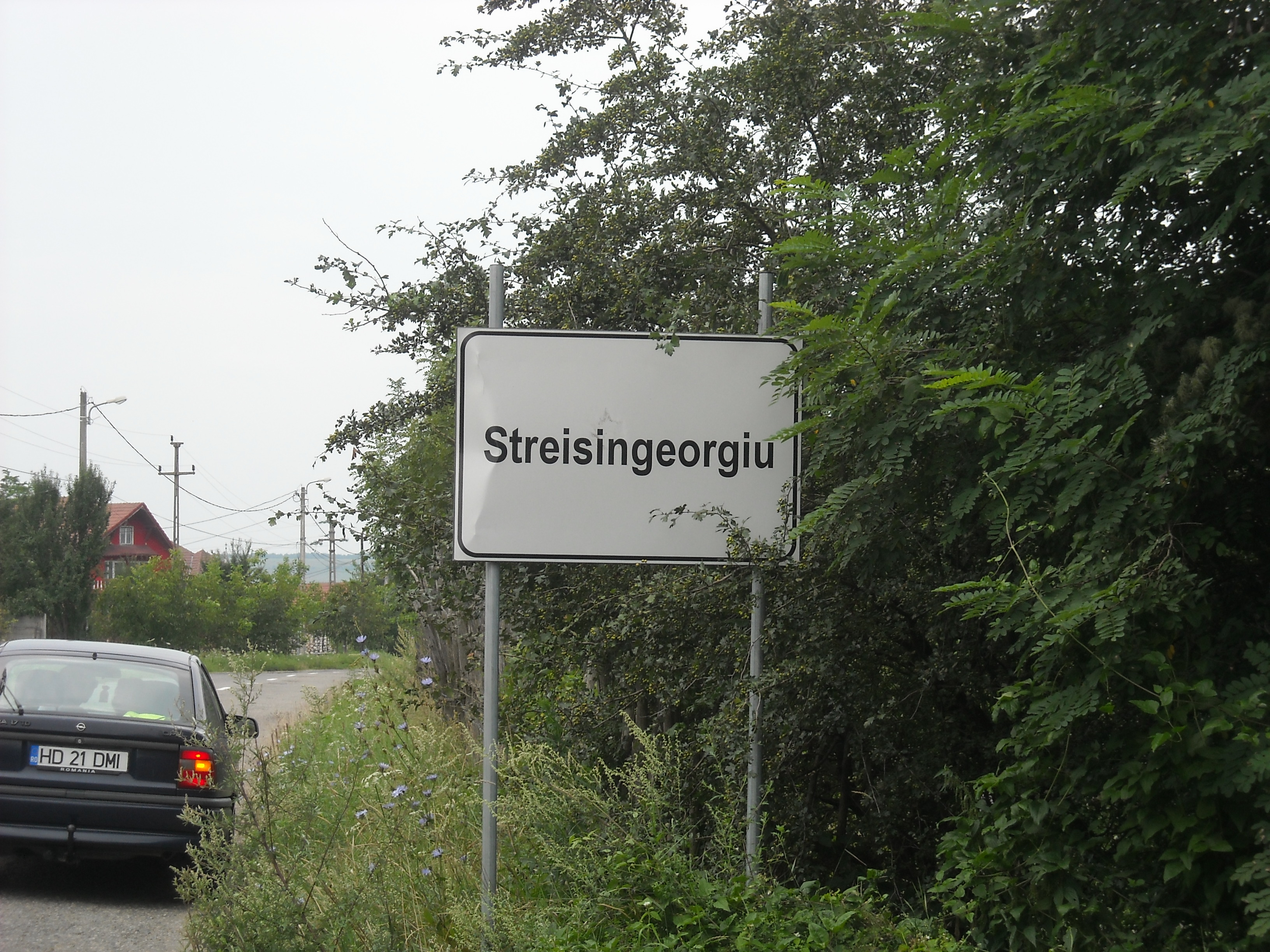
„Nem hivatalos”, de szabvány kivitelű, egynyelvű helységnévtábla a kétnyelvű előtt kb. ötven méterrel